# Tonella tenella
Tonella tenella är en grobladsväxtart som först beskrevs av George Bentham, och fick sitt nu gällande namn av Jepson. Tonella tenella ingår i släktet Tonella och familjen grobladsväxter. Inga underarter finns listade i Catalogue of Life.

## Bildgalleri

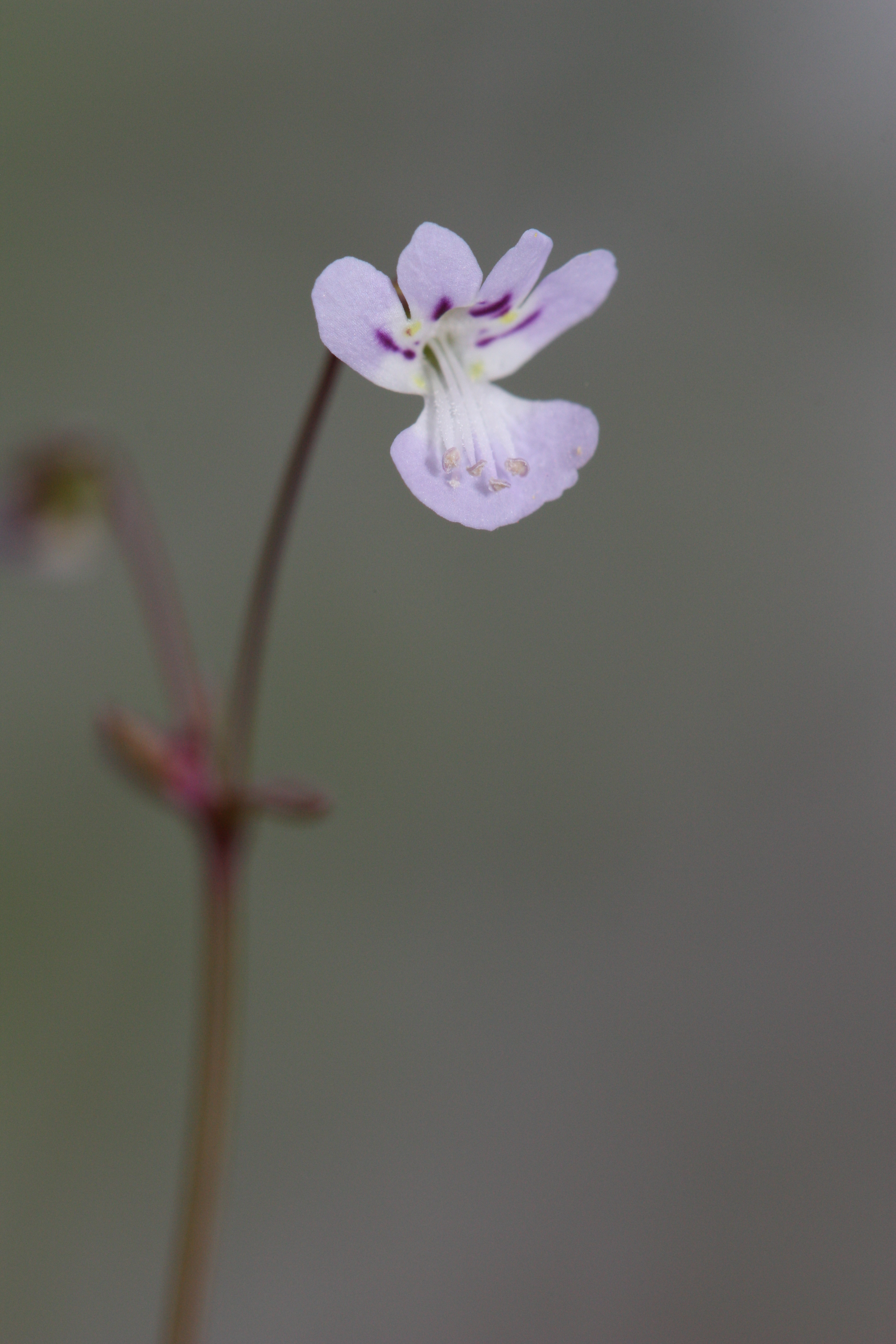
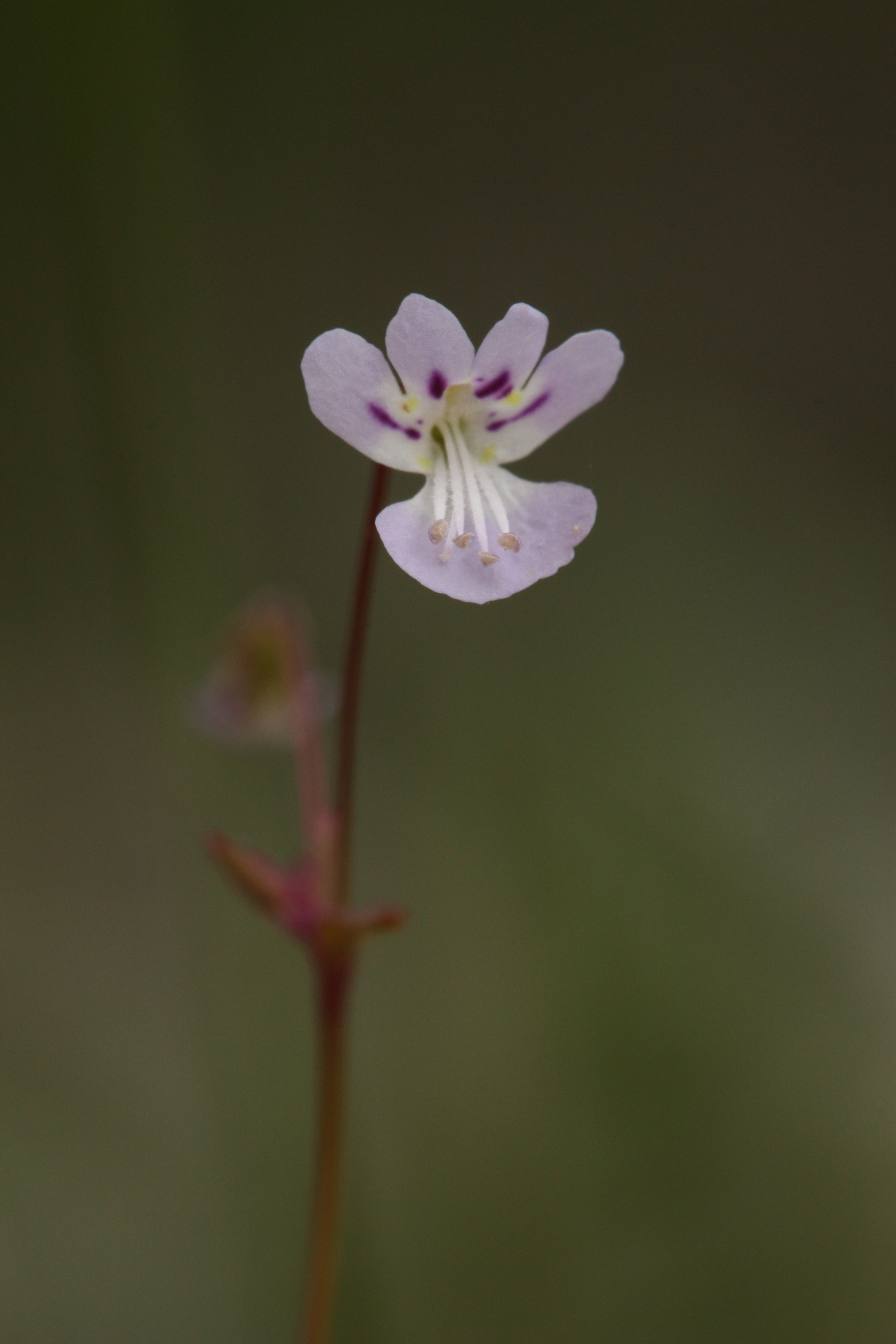
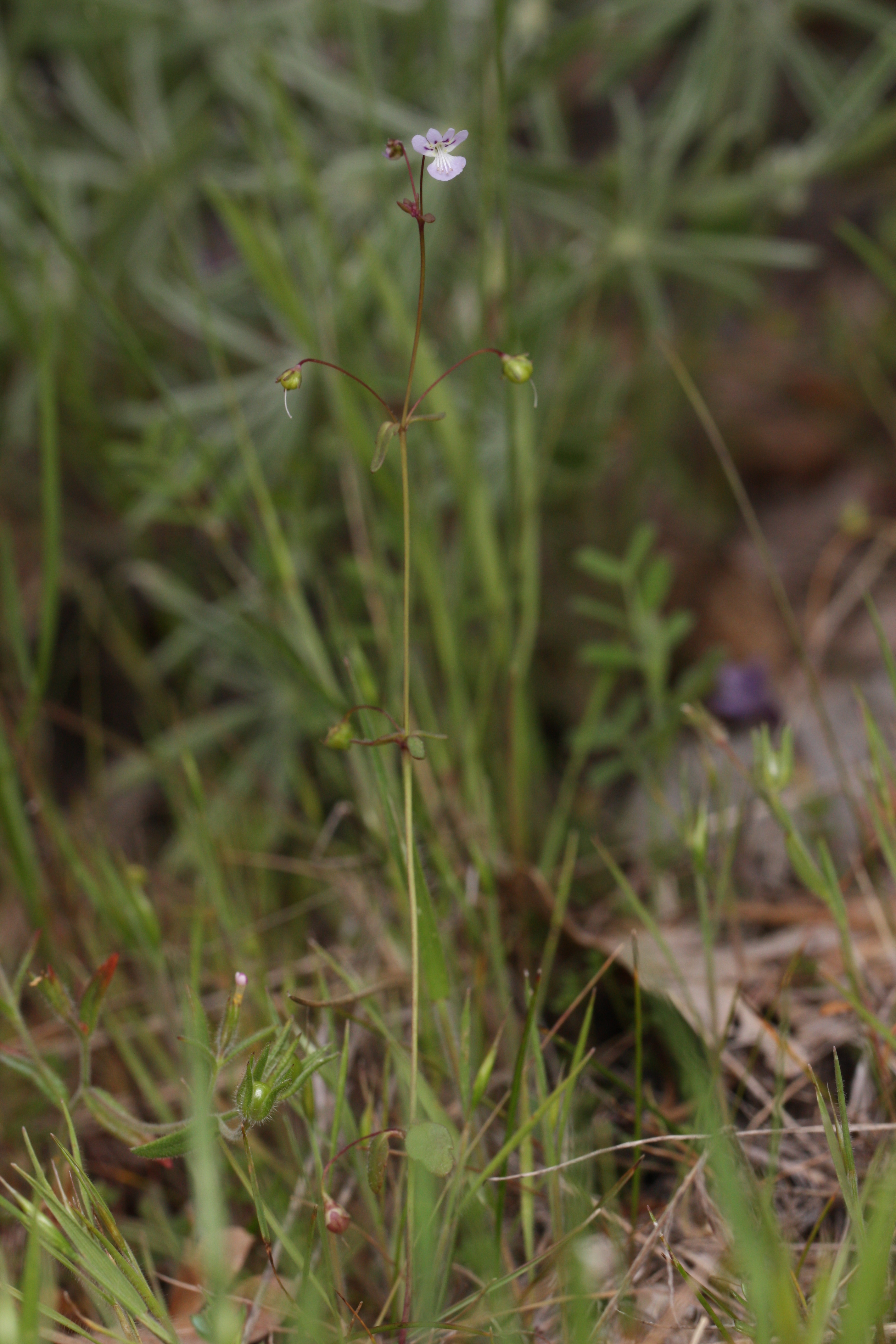
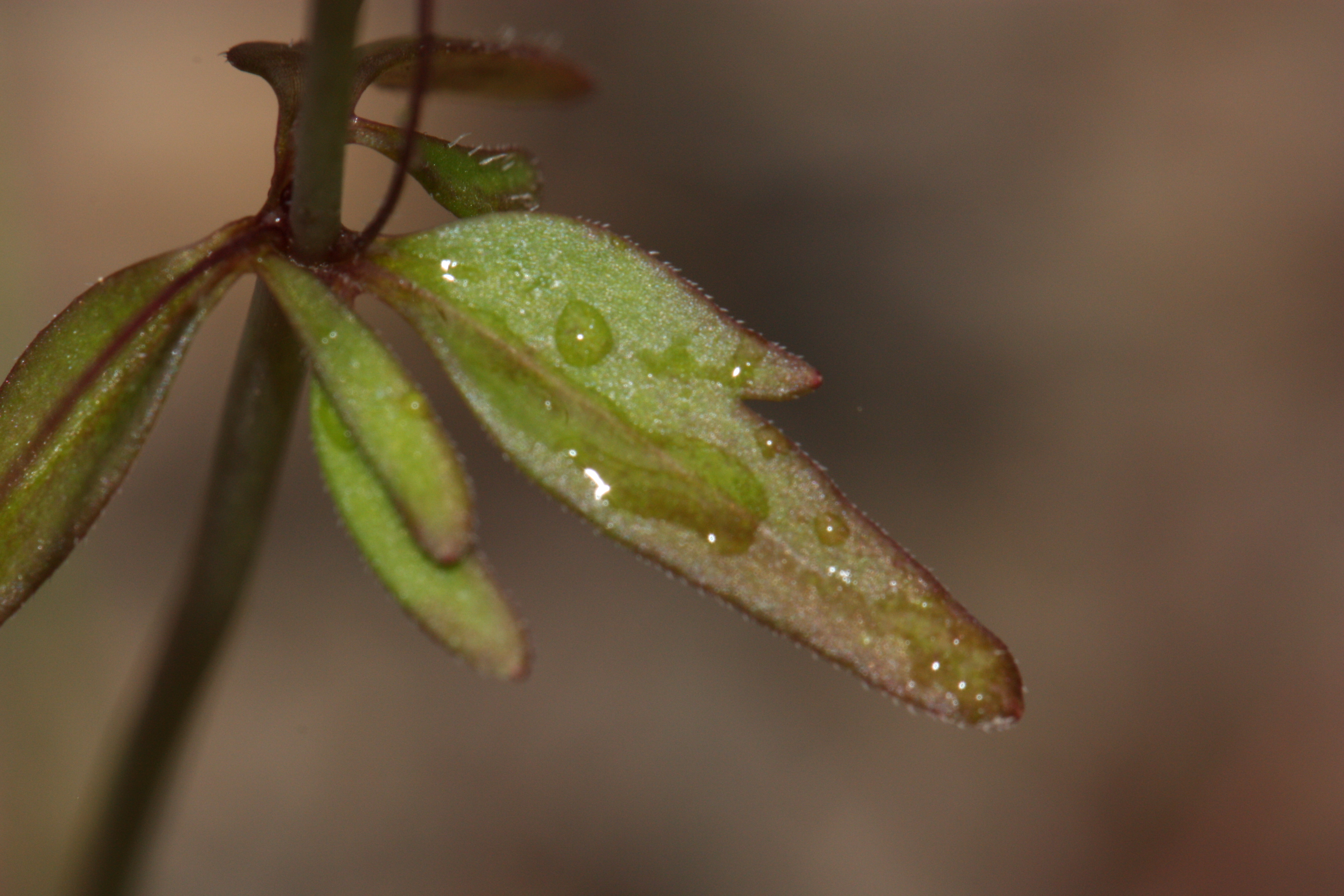
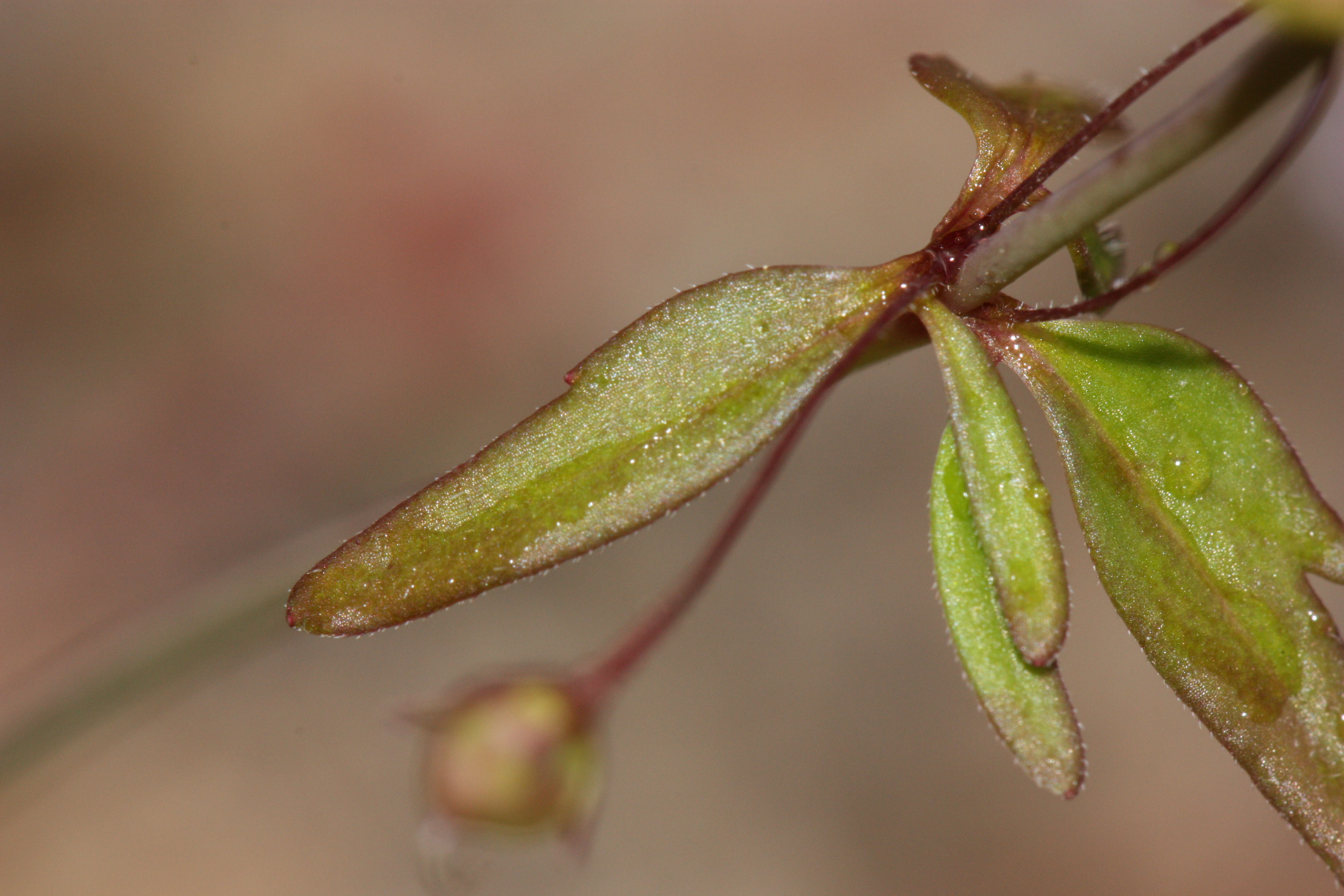
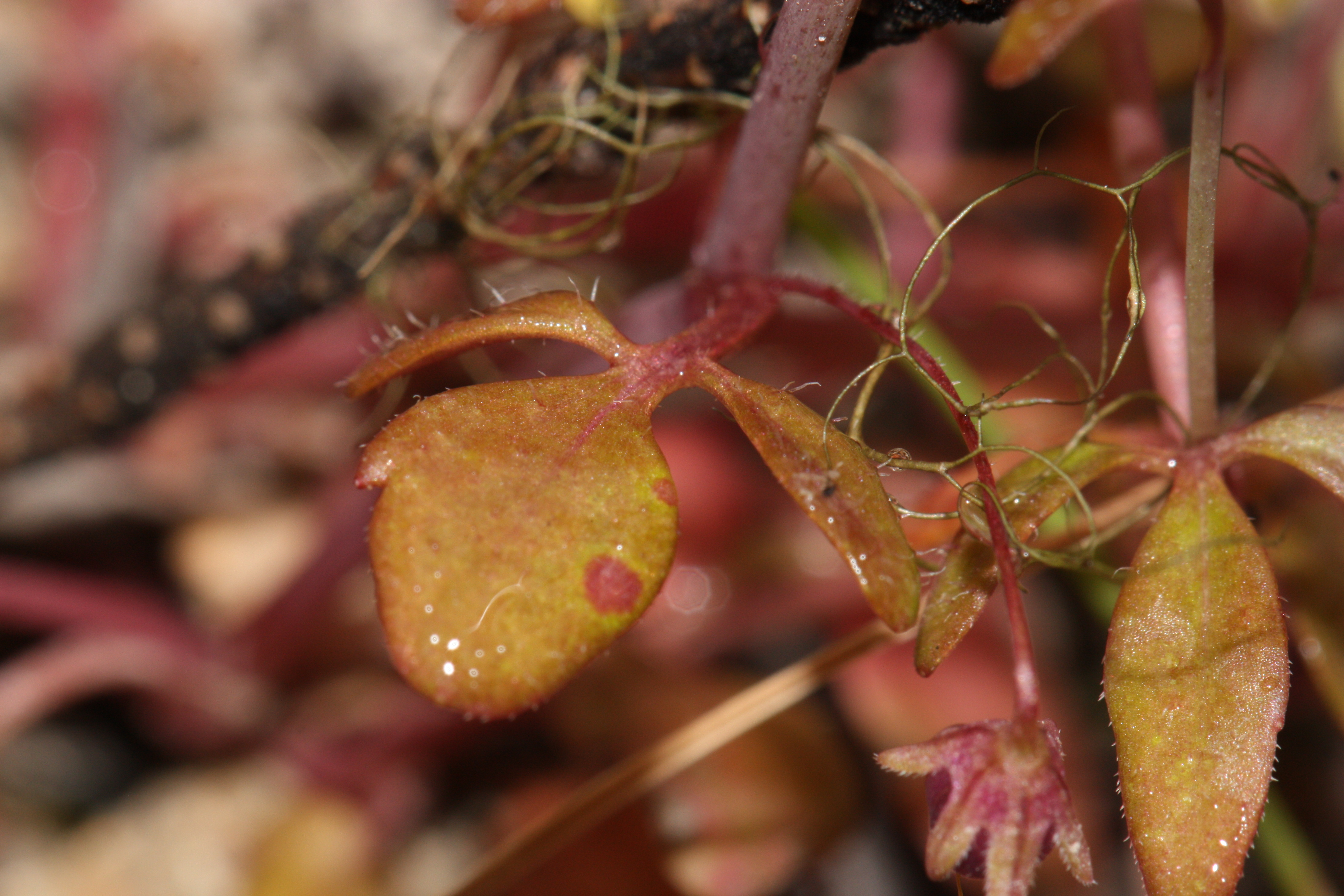